# Nippon Steel
Nippon Steel (яп. 新日本製鐵株式會社 Синниппон Сэйтэцу Кабусики-гайся, дословно — «Японская сталь») — японская сталелитейная компания, крупнейшая в Японии и четвёртая в мире.

## История
Nippon Steel — старейшая сталелитейная компания Японии, история которой восходит к первому крупному металлургическому комбинату, строительство которого началось в 1896 году в городе Яхата (позже вошёл в состав города Китакюсю) при участии немецких специалистов. В 1934 году этот и ещё несколько комбинатов были объединены с шахтами в Имперскую сталелитейную компанию. По окончании Второй мировой войны американские оккупационные власти разделили эту компанию на четыре, через двадцать лет две из них, Fuji Steel and Yawata Steel, объединились в Nippon Steel Corporation. В 1975 году эта корпорация потеснила U.S. Steel с первого места в мире по производству стали. В 1987 году прошло крупное сокращение корпорации, было закрыто 5 домн и уволено 19 тысяч сотрудников. С этого времени корпорация начала расширение географии деятельности, в основном в виде совместных предприятий с другими сталелитейными компаниями (Inland Steel, Arcelor, ArcelorMittal, Baosteel, Tata Steel, BlueScope Steel).
В 2012 году произошло слияние Nippon Steel и Sumitomo Metal, в результате образовалась вторая крупнейшая в мире сталелитейная корпорация Nippon Steel & Sumitomo Metal. В 2019 году было принято решение вернуться к названию Nippon Steel.
В декабре 2023 года Nippon Steel объявила о покупке американской сталелитейной компании U.S. Steel. С учётом долга US Steel стоимость сделки составила $14,9 млрд. Она была закрыта 18 июня 2025 года.

## Деятельность
В 2024 году Nippon Steel Corporation произвела 43,7 млн тонн стали (в 2016 году — 44,65 млн тонн). Из этого объёма 19 млн тонн было произведено вне Японии. Номинальная производительность предприятий корпорации составляет 66 млн тонн стали в год, из них 47 млн тонн в Японии.
Подразделения по состоянию на 2023/24 финансовый год:
- внутреннее производство стали — производство стали на 6 сталелитейных комбинатах (11 домн) в Японии, занимает 44 % рынка стали Японии;
- зарубежное производство стали — полностью или частично контролируемые 50 предприятий в 15 странах по выпуску стальной продукции;
- сырьевой бизнес — доли в шахтах по добыче железной руды, угля и ниобия в Австралии, Бразилии и Канаде;
- другой стальной бизнес — выпуск готовых изделий из стали, производство оборудования для сталелитейного производства, строительство предприятий, торговля сталью, переработка стального лома;
- инженерные конструкции и строительство — строительство промышленных предприятий и объектов инфраструктуры; это направление осуществляется через дочернюю компанию Nippon Steel Engineering Co., Ltd.
- химическая продукция — производство углеродных материалов, эпоксидных смол и других химических продуктов; это направление осуществляется через дочернюю компанию Nippon Steel Chemical & Material Co., Ltd.
- системные решения — услуги в сфере информационных технологий (проектирование, сборка и обслуживание дата-центров); это направление осуществляется через дочернюю компанию NS Solutions Corporation.

Основным регионом деятельности является Япония, на неё приходится 65 % выручки, на остальную Азию — 22,4 %. Производственные мощности имеются в КНР, Индии, Тайване, Республике Корея, Индонезии, Австралии, США, Бразилии, Украине, Польше, Германии и Нидерландах.
Основные покупатели продукции: Nippon Steel & Sumikin Bussan Corporation (¥848,8 млрд), Sumitomo Corporation (¥772,9 млрд), Metal One Corporation (¥592,1 млрд).
В списке крупнейших компаний мира Forbes Global 2000 за 2025 год компания заняла 337-е место.
|                       | 2007.  | 2012  | 2013   | 2014  | 2015  | 2016  | 2017  | 2018  | 2019  | 2020   | 2021   | 2022  | 2023  | 2024   | 2025   |
| --------------------- | ------ | ----- | ------ | ----- | ----- | ----- | ----- | ----- | ----- | ------ | ------ | ----- | ----- | ------ | ------ |
| Оборот                | 4302…  | 4091  | 4390   | 5516  | 5610  | 4907  | 4633  | 5669  | 6178  | 5922   | 4829   | 6809  | 7976  | 8868   | 8696   |
| Чистая прибыль        | 351,2… | 58,47 | -124,6 | 242,8 | 214,3 | 145,4 | 130,9 | 195,1 | 251,2 | -431,5 | -32,43 | 637,3 | 694,0 | 549,4  | 350,2  |
| Активы                | 5345…  | 4925  | 7089   | 7082  | 7158  | 6425  | 7262  | 7592  | 8050  | 7445   | 7574   | 8752  | 9567  | 10 715 | 10 942 |
| Собственный капитал   | 1893…  | 1828  | 2394   | 2684  | 2979  | 2774  | 2948  | 3145  | 3607  | 2997   | 3131   | 3897  | 4646  | 5356   | 5383   |
| Сотрудников, тыс.чел. | 47,26… | 60,51 | 83,19  | 84,36 | 84,45 | 84,84 | 92,31 | 93,56 | 105,8 | 106,6  | 106,2  | 106,5 | 106,1 | 113,6  | 113,6  |

Примечания. Данные на 31 марта, когда в Японии завершается финансовый год.

## Акционеры
По состоянию на март 2025 года Nippon Steel Corporation выпустила 950 млн акций, из них около 3 % находятся у самой корпорации (казначейские акции). Основные акционеры:
- Nomura Asset Management Co., Ltd. — 3,68 %;
- Asset Management One Co., Ltd. — 2,89 %;
- Nippon Life Insurance Co. — 1,79 %;
- Nikko Asset Management Co., Ltd. — 1,55 %.